# هيلموت نيوتن
هيلموت نيوتن (بالإنجليزية: Helmut Newton )‏ (و. 1920 – 2004 م) هو مصور من ألمانيا، وأستراليا، ولد في برلين، توفي في لوس أنجلوس، عن عمر يناهز 84 عاماً، بسبب حادث مرور.

## جوائز
حصل على جوائز منها:
- قائد الفنون والآداب (1995)
- صليب القائد لنيشان استحقاق جمهورية ألمانيا الاتحادية (1991)
- جائزة لوسي  [لغات أخرى]‏.

## وصلات خارجية
- هيلموت نيوتن على موقع IMDb (الإنجليزية)
- هيلموت نيوتن على موقع مونزينجر (الألمانية)
- هيلموت نيوتن على موقع ميوزك برينز (الإنجليزية)
- هيلموت نيوتن على موقع إن إن دي بي (الإنجليزية)
- هيلموت نيوتن على موقع ديسكوغز (الإنجليزية)